# Into the Woods (Of Monsters and Men EP)
Into the Woods è l'EP di debutto del gruppo musicale islandese indie folk Of Monsters and Men, pubblicato negli Stati Uniti il 20 dicembre 2011. L'EP contiene alcune tracce dal loro primo album, My Head Is an Animal.

## Tracce
1. Little Talks – 4:27 (Nanna Bryndís Hilmarsdóttir, Ragnar Þórhallsson)
2. Six Weeks – 5:34 (Ragnar Þórhallsson, Arnar Rósenkranz Hilmarsson)
3. Love Love Love – 4:00 (Nanna Bryndís Hilmarsdóttir)
4. From Finner – 3:44 (Nanna Bryndís Hilmarsdóttir, Ragnar Þórhallsson, Arnar Rósenkranz Hilmarsson, Brynjar Leifsson)

Record Store Day Edition
1. From Finner (finisce a 3:44; segue la canzone nascosta Sinking Man) – 6:37 (Per Sinking Man - Nanna Bryndís Hilmarsdóttir, Ragnar Þórhallsson)

## Classifiche
| Classifica (2012) | Posizione |
| ----------------- | --------- |
| US Billboard 200  | 108       |